# Falangista soy
Falangista soy es un himno de la Falange española de las JONS. Fue compuesta por Fernando Moraleda y se utilizó durante la Guerra Civil, cayendo luego en un progresivo olvido, siendo eclipsado por el Cara al Sol, también himno de FE de las JONS.